# Campeonato Femenino Sub-15 de la Concacaf de 2014
El Campeonato Femenino Sub-15 de la Concacaf de 2014 (en inglés: 2014 Concacaf Girls' U-15 Championship) es la I edición del torneo. El campeonato internacional bienal de fútbol juvenil organizado por CONCACAF para los equipos nacionales sub-15 femeninos de la región de Norte, Centroamérica y el Caribe. Se llevó a cabo en agosto del año 2014 en las Islas Caimán.

## Equipos participantes
| Selecciones participantes | Selecciones participantes | Selecciones participantes | Selecciones participantes |
| ------------------------- | ------------------------- | ------------------------- | ------------------------- |
| Anguila                   | Bermudas                  | Curazao                   | Islas Vírgenes Británicas |
| Bahamas                   | Canadá                    | Haití                     | Jamaica                   |
| Barbados                  | Costa Rica                | Honduras                  | Puerto Rico               |
| Belice                    | Cuba                      | Islas Caimán              | Trinidad y Tobago         |

## Sedes
| Complejo Deportivo Cayman Brac | Complejo Deportivo Truman Bodden | T.E. McField Sports Centre | Complejo Deportivo Ed Bush |

## Fase de grupos

### Grupo A
| Equipo                    | Pts | PJ | PG | PE | PP | GF | GC | Dif |
| ------------------------- | --- | -- | -- | -- | -- | -- | -- | --- |
| Islas Caimán              | 9   | 3  | 3  | 0  | 0  | 15 | 1  | +14 |
| Bahamas                   | 4   | 3  | 1  | 1  | 1  | 4  | 4  | 0   |
| Curazao                   | 3   | 3  | 1  | 0  | 2  | 2  | 10 | -8  |
| Islas Vírgenes Británicas | 1   | 3  | 0  | 1  | 2  | 1  | 7  | -6  |

| 6 de agosto de 2014 | Bahamas                             | 3:0     | Curazao | Complejo Deportivo Ed Bush, West Bay |  |
| 17:30               | Smith 13' · Taylor 61' · Vietti 69' | Reporte |         |                                      |  |

| 6 de agosto de 2014 | Islas Caimán                                  | 5:0     | Islas Vírgenes Británicas | Complejo Deportivo Truman Bodden, George Town |                                |
| 19:30               | Green 15', 25', 30' · Suberan 23' · Kelly 75' | Reporte |                           | Asistencia: 1,100 espectadores                | Asistencia: 1,100 espectadores |

| 8 de agosto de 2014 | Islas Caimán                           | 4:1     | Bahamas   | Complejo Deportivo Truman Bodden, George Town |  |
| 19:30               | Green 2' · Scott 5', 42' · Suberan 17' | Reporte | Brown 70' |                                               |  |

| 8 de agosto de 2014 | Islas Vírgenes Británicas | 1:2     | Curazao       | Complejo Deportivo Ed Bush, West Bay |  |
| 19:30               | Lowery 41'                | Reporte | Hart 46', 50' |                                      |  |

| 10 de agosto de 2014 | Bahamas | 0:0     | Islas Vírgenes Británicas | Complejo Deportivo Ed Bush, West Bay |  |
| 17:30                |         | Reporte |                           |                                      |  |

| 10 de agosto de 2014 | Islas Caimán                                                                    | 6:0     | Curazao | Complejo Deportivo Truman Bodden, George Town |  |
| 19:30                | Medina 3' · Powery 20' · Green 21', 23' · Martina 30' (a.g.) · Steba 58' (a.g.) | Reporte |         |                                               |  |

### Grupo B
| Equipo            | Pts | PJ | PG | PE | PP | GF | GC | Dif |
| ----------------- | --- | -- | -- | -- | -- | -- | -- | --- |
| Trinidad y Tobago | 7   | 3  | 2  | 1  | 0  | 7  | 1  | +6  |
| Honduras          | 6   | 3  | 2  | 0  | 1  | 4  | 2  | +2  |
| Bermudas          | 4   | 3  | 1  | 1  | 1  | 8  | 3  | +5  |
| Barbados          | 0   | 3  | 0  | 0  | 3  | 1  | 14 | -13 |

| 6 de agosto de 2014 | Honduras  | 1:0     | Bermudas | Complejo Deportivo Truman Bodden, George Town |  |
| 17:30               | López 21' | Reporte |          |                                               |  |

| 6 de agosto de 2014 | Trinidad y Tobago                         | 4:0     | Barbados | Complejo Deportivo Ed Bush, West Bay |  |
| 19:30               | Paul 16' · Honore 28' · Theodore 51', 54' | Reporte |          |                                      |  |

| 8 de agosto de 2014 | Barbados | 0:3     | Honduras                               | Complejo Deportivo Truman Bodden, George Town |  |
| 17:30               |          | Reporte | Canahuati 25' · Moreira 60' · Cruz 68' |                                               |  |

| 8 de agosto de 2014 | Bermudas        | 1:1     | Trinidad y Tobago | Complejo Deportivo Ed Bush, West Bay |  |
| 17:30               | Christopher 36' | Reporte | Campbell 11'      |                                      |  |

| 10 de agosto de 2014 | Honduras | 0:2     | Trinidad y Tobago       | Complejo Deportivo Truman Bodden, George Town |  |
| 17:30                |          | Reporte | Fortune 14' · Ellis 43' |                                               |  |

| 10 de agosto de 2014 | Bermudas                                                       | 7:1     | Barbados   | Complejo Deportivo Ed Bush, West Bay |  |
| 19:30                | Nesbeth 6', 17', 50' · Lindo 34', 35' · Bean 67' · Darrell 69' | Reporte | Jarvis 21' |                                      |  |

### Grupo C
| Equipo     | Pts | PJ | PG | PE | PP | GF | GC | Dif |
| ---------- | --- | -- | -- | -- | -- | -- | -- | --- |
| Jamaica    | 7   | 3  | 2  | 1  | 0  | 14 | 0  | +14 |
| Costa Rica | 7   | 3  | 2  | 1  | 0  | 12 | 0  | +12 |
| Belice     | 1   | 3  | 0  | 1  | 2  | 1  | 13 | -12 |
| Anguila    | 1   | 3  | 0  | 1  | 2  | 1  | 15 | -14 |

| 7 de agosto de 2014 | Costa Rica                             | 5:0     | Anguila | T.E. McField Sports Centre, George Town |  |
| 17:30               | Morera 8', 20', 32' · Rapaport 9', 50' | Reporte |         |                                         |  |

| 7 de agosto de 2014 | Jamaica                                                           | 5:0     | Belice | T.E. McField Sports Centre, George Town |  |
| 19:30               | Henry 15' · Perrier 29' · Nelson 40' · Clarke 45' · T. Clarke 47' | Reporte |        |                                         |  |

| 9 de agosto de 2014 | Belice | 0:0     | Costa Rica                                                                | T.E. McField Sports Centre, George Town |  |
| 17:30               |        | Reporte | Rodríguez 19', 37', 39' · Calderón 21' · Alvarado 26', 67' · Sanabria 77' |                                         |  |

| 9 de agosto de 2014 | Anguila | 0:9     | Jamaica                                                                                 | T.E. McField Sports Centre, George Town |  |
| 18:30               |         | Reporte | Henry 11' · Brown 12', 17', 19', 30' · Gayle 27' · Nelson 42' · Ashley 61' · Clarke 70' |                                         |  |

| 11 de agosto de 2014 | Anguila    | 1:1     | Belice     | T.E. McField Sports Centre, George Town |  |
| 17:30                | Romney 31' | Reporte | Lambert 7' |                                         |  |

| 11 de junio de 2014 | Jamaica | 0:0     | Costa Rica | T.E. McField Sports Centre, George Town |                                |
| 19:30               |         | Reporte |            | Asistencia: 1,800 espectadores          | Asistencia: 1,800 espectadores |

### Grupo D
| Equipo      | Pts | PJ | PG | PE | PP | GF | GC | Dif |
| ----------- | --- | -- | -- | -- | -- | -- | -- | --- |
| Canadá      | 7   | 3  | 2  | 1  | 0  | 12 | 1  | +11 |
| Haití       | 7   | 3  | 2  | 1  | 0  | 5  | 2  | +3  |
| Puerto Rico | 1   | 3  | 0  | 1  | 2  | 1  | 7  | -6  |
| Cuba        | 1   | 3  | 0  | 1  | 2  | 2  | 10 | -8  |

| 7 de agosto de 2014 | Haití                                   | 3:1     | Cuba                 | Complejo Deportivo Cayman Brac, Caimán Brac |  |
| 17:30               | Mondésir 34' · Pierre 43' · Nicolas 44' | Reporte | Deshommes 28' (a.g.) |                                             |  |

| 7 de agosto de 2014 | Canadá                                                         | 5:0     | Puerto Rico | Complejo Deportivo Cayman Brac, Caimán Brac |  |
| 19:30               | Baalbaki 13' · Raimondo 21' · Stratigakis 26', 35' · Jones 57' | Reporte |             |                                             |  |

| 9 de agosto de 2014 | Puerto Rico | 0:1     | Haití       | Complejo Deportivo Cayman Brac, Caimán Brac |  |
| 17:30               |             | Reporte | Nicolas 72' |                                             |  |

| 9 de agosto de 2014 | Cuba | 0:6     | Canadá                                                                      | Complejo Deportivo Cayman Brac, Caimán Brac |  |
| 19:30               |      | Reporte | Ibrahim 9' · Akindoju 24' · Stratigakis 25' · Gómez 38', 53' · Baalbaki 44' |                                             |  |

| 11 de agosto de 2014 | Cuba        | 1:1     | Puerto Rico | Complejo Deportivo Cayman Brac, Caimán Brac |  |
| 17:30                | Aguilar 57' | Reporte | Santiago 6' |                                             |  |

| 11 de agosto de 2014 | Canadá       | 1:1     | Haití        | Complejo Deportivo Cayman Brac, Caimán Brac |  |
| 19:30                | Raimondo 14' | Reporte | Mondésir 15' |                                             |  |

## Fase final
En la fase final, si un partido está nivelado al final del tiempo normal de juego, se jugará mediante penaltis para determinar el ganador.
|  | Cuartos de final           | Cuartos de final           |                            |          | Semifinales       | Semifinales  |  |  | Final                      | Final |
|  |                            |                            |                            |          |                   |              |  |  |                            |       |
|  | 13 de agosto — George Town |                            |                            |          |                   |              |  |  |                            |       |
|  |                            |                            |                            |          |                   |              |  |  |                            |       |
|  | Islas Caimán               | 2                          |                            |          |                   |              |  |  |                            |       |
|  | Islas Caimán               | 2                          | 15 de agosto — George Town |          |                   |              |  |  |                            |       |
|  | Honduras                   | 3                          |                            |          |                   |              |  |  |                            |       |
|  | Honduras                   | 3                          | Honduras                   | 0        |                   |              |  |  |                            |       |
|  | 13 de agosto — George Town |                            | Honduras                   | 0        |                   |              |  |  |                            |       |
|  |                            | Haití                      | 2                          |          |                   |              |  |  |                            |       |
|  | Jamaica                    | Haití                      | 2                          | 1        |                   |              |  |  |                            |       |
|  | Jamaica                    |                            | 17 de agosto — George Town | 1        |                   |              |  |  |                            |       |
|  | Haití                      | 2                          |                            |          |                   |              |  |  |                            |       |
|  | Haití                      | 2                          | Haití                      | 1 (1)    |                   |              |  |  |                            |       |
|  | 13 de agosto — George Town |                            | Haití                      | 1 (1)    |                   |              |  |  |                            |       |
|  |                            | Canadá (p.)                | 1 (4)                      |          |                   |              |  |  |                            |       |
|  | Trinidad y Tobago          | Canadá (p.)                | 1 (4)                      | 4        |                   |              |  |  |                            |       |
|  | Trinidad y Tobago          | 15 de agosto — George Town |                            | 4        |                   |              |  |  |                            |       |
|  | Bahamas                    | 0                          |                            |          |                   |              |  |  |                            |       |
|  | Bahamas                    | 0                          | Trinidad y Tobago          | 0        | Tercer lugar      | Tercer lugar |  |  |                            |       |
|  | 13 de agosto — George Town |                            | Trinidad y Tobago          | 0        |                   |              |  |  |                            |       |
|  |                            | Canadá                     | 1                          |          |                   |              |  |  |                            |       |
|  | Canadá                     | Canadá                     | 1                          | 8        | Trinidad y Tobago | 5            |  |  |                            |       |
|  | Canadá                     |                            |                            | 8        | Trinidad y Tobago | 5            |  |  |                            |       |
|  | Costa Rica                 | 1                          |                            | Honduras | 2                 |              |  |  |                            |       |
|  | Costa Rica                 | 1                          |                            |          | 2                 |              |  |  |                            |       |
|  |                            |                            |                            |          |                   |              |  |  | 17 de agosto — George Town |       |
|  |                            |                            |                            |          |                   |              |  |  |                            |       |

### Cuartos de final
| 13 de agosto de 2014 | Trinidad y Tobago                             | 4:0     | Bahamas | Complejo Deportivo Truman Bodden, George Town |  |
| 17:30                | Fortune 17' · Phillip 50', 51' · Campbell 52' | Reporte |         |                                               |  |

| 13 de agosto de 2014 | Canadá                                                                                | 8:1     | Costa Rica | T.E. McField Sports Centre, George Town |  |
| 17:30                | Ibrahim 3', 29', 56' · Stratigakis 11', 65' · Raimondo 57' · Flynn 69' · Akindoju 72' | Reporte | Bustos 8'  |                                         |  |

| 13 de agosto de 2014 | Islas Caimán            | 2:3     | Honduras                       | Complejo Deportivo Truman Bodden, George Town |  |
| 19:30                | Scott 17' · McField 64' | Reporte | Bonilla 29', 47' · Moreira 65' |                                               |  |

| 13 de agosto de 2014 | Jamaica   | 1:2     | Haití                             | T.E. McField Sports Centre, George Town |  |
| 19:30                | Brown 29' | Reporte | Pierre 50' · Nérilia Mondésir 52' |                                         |  |

### Semifinales
| 15 de agosto de 2014 | Trinidad y Tobago | 0:1     | Canadá      | Complejo Deportivo Truman Bodden, George Town |  |
| 17:30                |                   | Reporte | Ibrahim 16' |                                               |  |

| 15 de agosto de 2014 | Honduras | 0:2     | Haití            | Complejo Deportivo Truman Bodden, George Town |  |
| 19:30                |          | Reporte | Mondésir 4', 70' |                                               |  |

### Tercer lugar
| 17 de agosto de 2014 | Trinidad y Tobago                                  | 5:2     | Honduras         | Complejo Deportivo Truman Bodden, George Town |  |
| 17:30                | Campbell 4', 48' · Laurelle Thoedore 16', 20', 33' | Reporte | Bonilla 70', 77' |                                               |  |

### Final
| 17 de agosto de 2014 | Haití                        | 1:1 (1:4 p.)               | Canadá                                  | Complejo Deportivo Truman Bodden, George Town |  |
| 19:30                | Mondésir 47'                 | Reporte                    | Raimondo 74'                            |                                               |  |
|                      |                              | Tiros desde el punto penal |                                         |                                               |  |
|                      | - Mondésir - Dacius - Joseph |                            | - Flynn - Chang - Stratigakis - Huitema |                                               |  |

|                            |
| Bandera de Canadá          |
| Campeón Canadá 1.er título |

## Premios y reconocimientos
| Premio        |  | Jugadora                       | Selección          |
| ------------- |  | ------------------------------ | ------------------ |
| Balón de Oro  |  | Sarah Stratigakis              | Canadá             |
| Bota de Oro   |  | Chelsea Green Nérilia Mondésir | Islas Caimán Haití |
| Guante de Oro |  | Lysianne Proulx                | Canadá             |

| Premio                                |  | Selección |
| ------------------------------------- |  | --------- |
| Premio al Juego Limpio de la CONCACAF |  | Honduras  |

### Equipo estelar
| Portera         | Defensoras                                             | Mediocampistas                                                  | Delanteras                      |
| --------------- | ------------------------------------------------------ | --------------------------------------------------------------- | ------------------------------- |
| Lysianne Proulx | Kennedy Faulknor Amaya Ellis Samantha Chang Emma Regan | Raenah Campbell Nahida Baalbaki Sarah Stratigakis Chelsea Green | Anyssa Ibrahim Nérilia Mondésir |